# 태안 동문리 근대한옥
태안 동문리 근대한옥은 대한민국 충청남도 태안군 태안읍에 있는 일제강점기의 건축물이다. 2017년 12월 5일 대한민국의 국가등록문화재 제704호로 지정되었다.

## 개요
과거 태안읍성의 중심부에 1930년 건축된 근대한옥으로 지역에서 드물게 현존하는 근대문화유산이며 보존상태도 양호하다. 총 4채의 건물(안채, 사랑채, 대문간채, 창고 겸 화장실)로 구성되었으며, 전통주택 양식을 기반으로 근대적 생활양식과 주거기능의 수용에 따라 평면 및 실 구성, 공간구조가 변화되었던 근대한옥의 건축기법을 예시하고 있다.

## 참고 자료
- 태안 동문리 근대한옥 - 국가유산청 국가유산포털